# Ferme de Wahenges
La ferme de Wahenges (nom également orthographié Wahenge ou Wahange et encore  Ferme "des" Wahanges ou Wahenges) est une vaste et belle ferme, enclose et chaulée, située dans la commune de Beauvechain (Province de Brabant wallon) en Région wallonne, Belgique. Plus exactement au hameau de l'Écluse, dans un vallon du village de la Bruyère, près des sources du ruisseau de Schoor. Cette ferme est l’un des exemples les plus aboutis et des plus complets des grandes fermes en quadrilatère et constitue l'un des plus beaux spécimens de l'architecture rurale en Brabant. Elle est reprise sur la liste du patrimoine immobilier exceptionnel de la Région wallonne. Dans un pré voisin s'élevaient les Pagodes postindustrielles de Julos Beaucarne,.

## Histoire
Les premières traces d'occupation du site remontent à l'époque romaine. En 1946, à l'est du domaine de la ferme, au « Leckbosch », sont découverts les traces d'une villa.
L'histoire de la constitution du domaine attaché à la ferme, date de la naissance de l'abbaye d'Averbode, dont la ferme était une des plus anciennes possessions. En 1147 la partie méridionale des terres dites de l'Écluse, est apportée au domaine par Henri de Jauche et Guillaume de Dongelberg.
Au XVIIe siècle, appelé pour les provinces des Pays-Bas, « le siècle des malheurs » les troupes françaises, hollandaises et espagnoles pillent et détruisent une grande partie de la ferme. Dès 1705, les reconstructions sont entreprises. À la révolution française la ferme est vendue à des civils.  

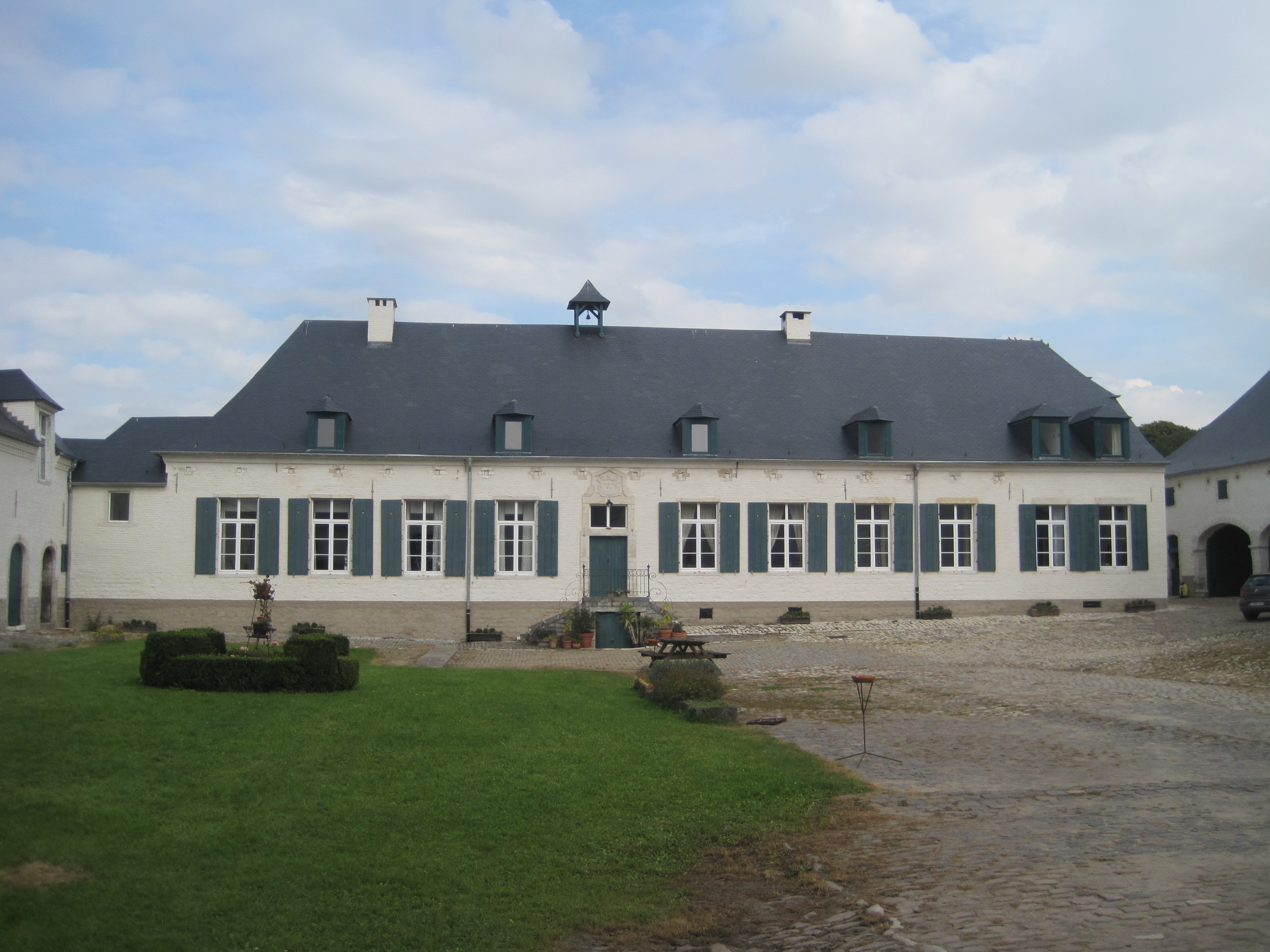
Ferme de Wahenges. Corps de logis

## Architecture
La superficie totale est de 4 000 m2. Les ailes nord et ouest sont attribuées aux étables. Entre le porche-colombier et la grange une bergerie existait pour cinquante moutons. Le poulailler était à gauche du porche. Les écuries pouvaient accueillir une quinzaine de chevaux.
Les dix fenêtres (dont deux ont été rajoutées sur la droite entre 1832 et 1850) du long corps de logis à un seul niveau, en pierre de Gobertange s'ouvrent au sud sur une large cour en pavés de plan carré. Elles rappellent de probables anciennes fenêtres à croisées. À l'intérieur une quinzaine de personnes se partageaient l'espace. La moitié gauche était destinée à la domesticité. La partie droite était réservée au maître de maison et aux siens. Cette dernière est plus riche en ce que ses murs sont garnis de boiseries et de stucs. Chacun des deux espaces donnent accès à trois chambrettes de douze mètres carrés chacune qui sont éclairées au nord par de petites baies à traverses .
À l'intérieur de ce logis, une inscription de 1816 rappelle que « cette place a été tapissée en 1816 »  désignant par là un remarquable papier peint à décor de panoramas de ruines méditerranéennes de l'époque Empire qui fait également l'objet du classement,.  
En 1724 une chapelle Saint-Nicolas a été ajoutée à l'arrière du corps de logis à l'arrière des chambrettes situées au nord. On y accède par le corridor central du corps de logis.   

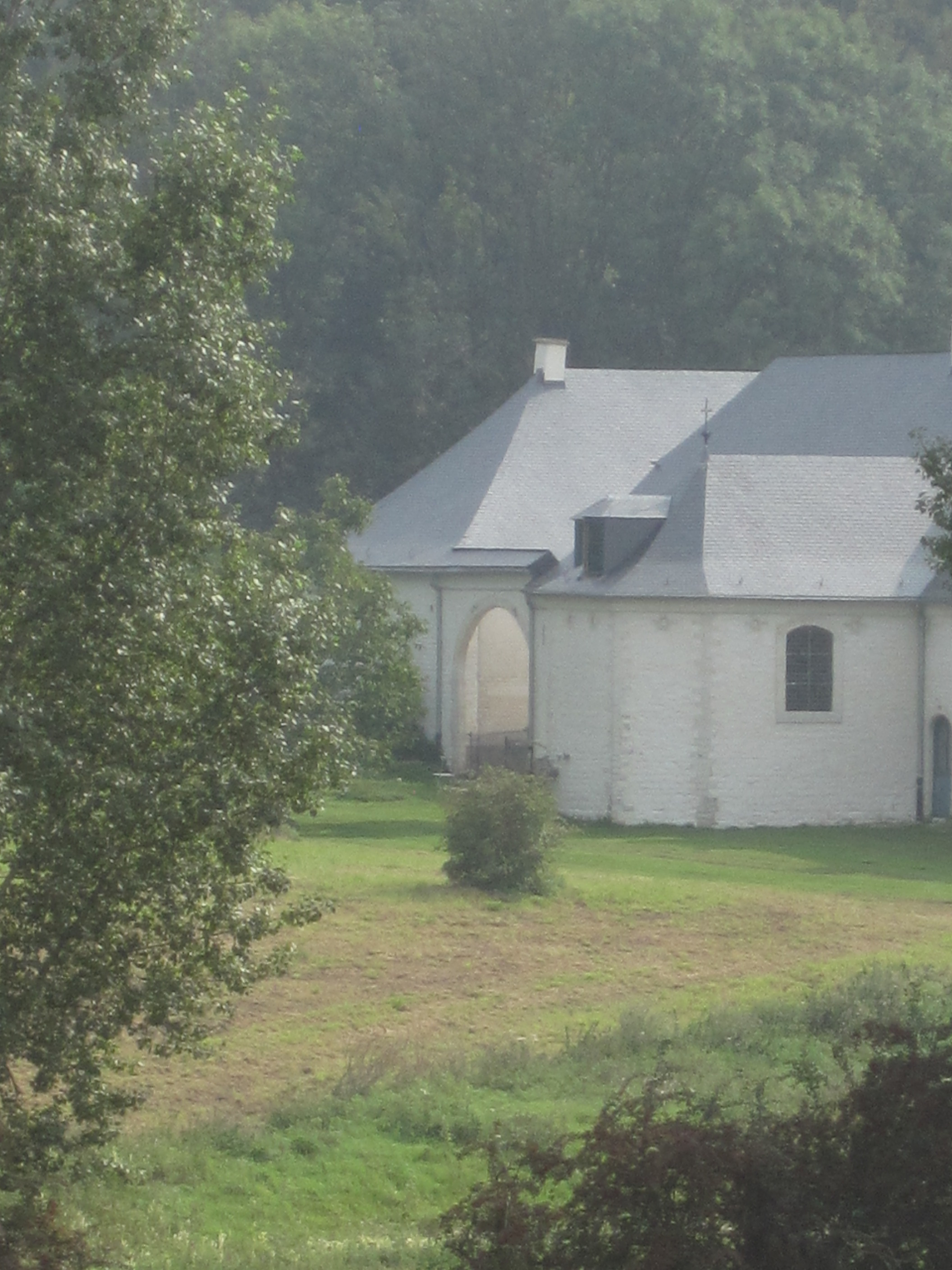
La chapelle Saint-Nicolas accolée au nord de la ferme

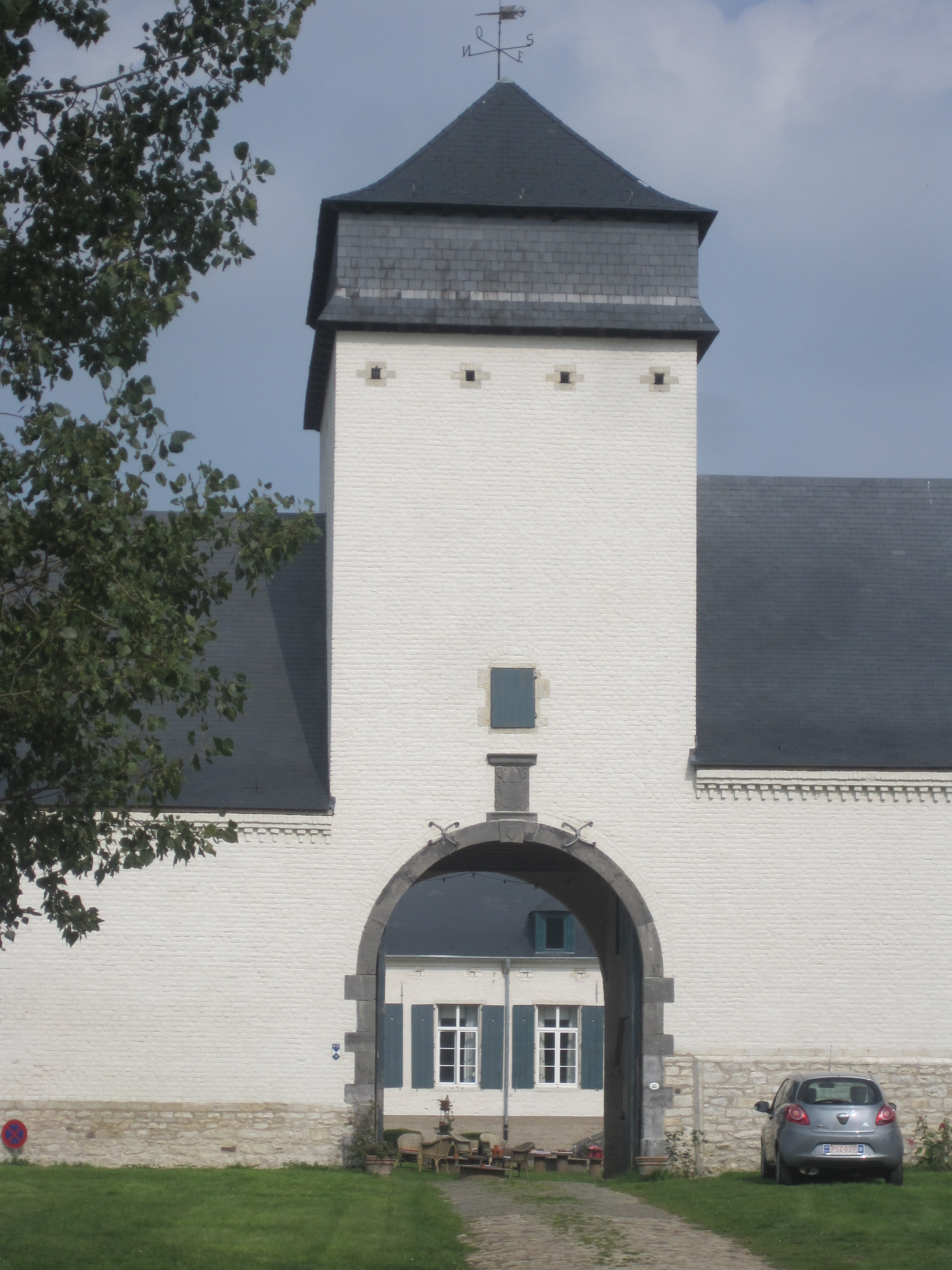
Ferme de Wahenges à Beauvechain
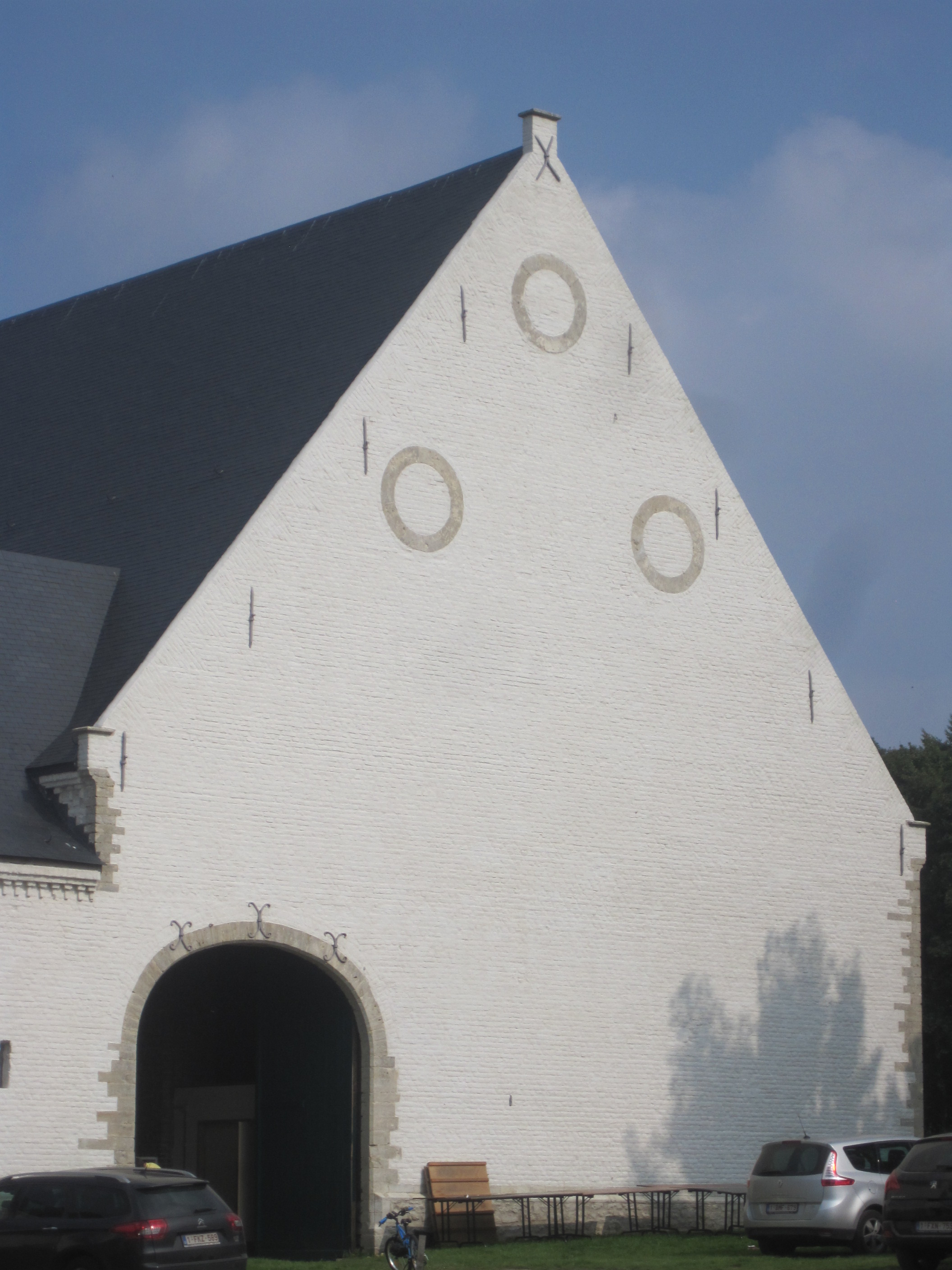
Ferme de Wahenges - la grange avec son pignon
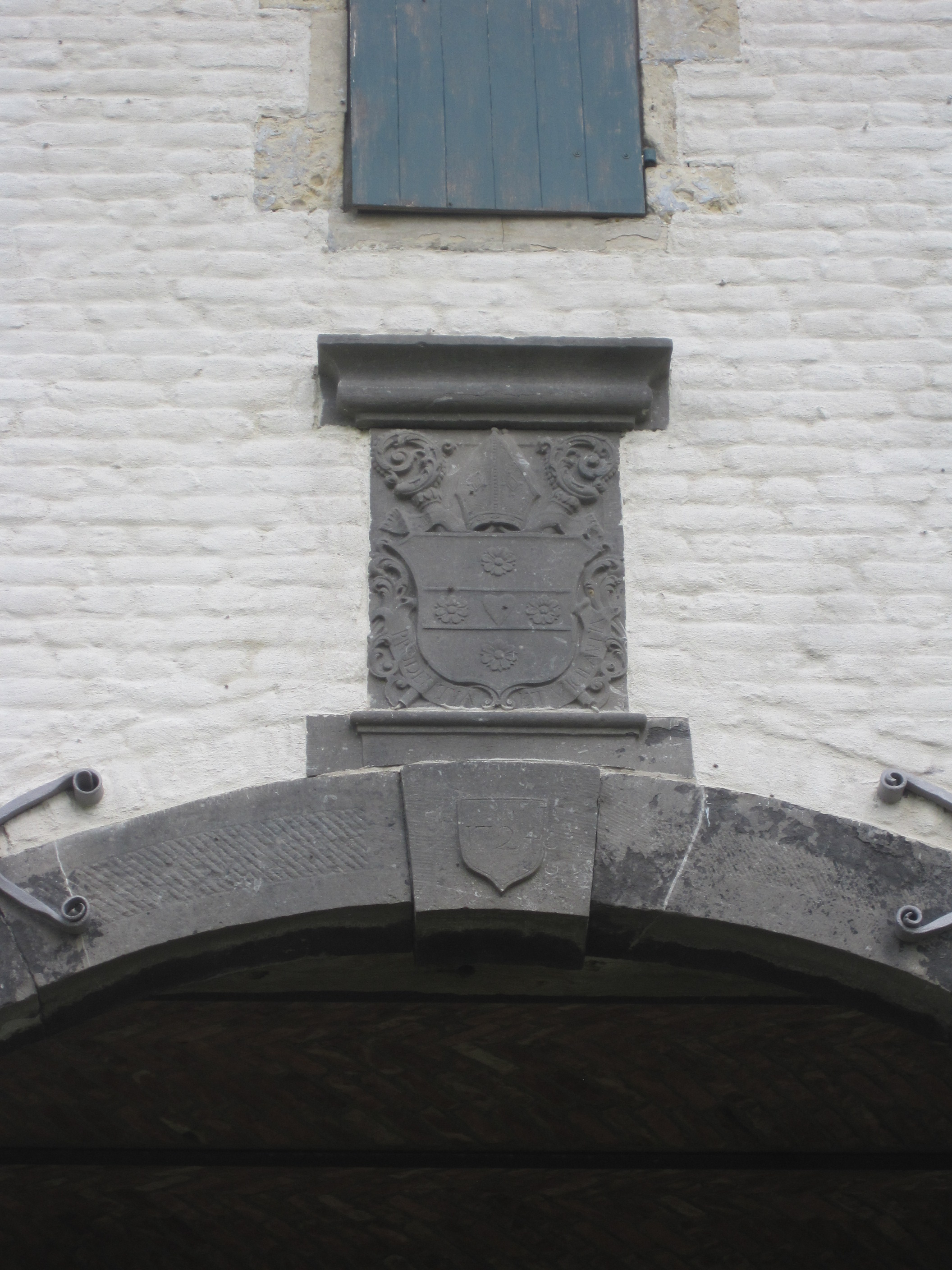
Blason au-dessus de la clef du cintre de la porte d'entrée à la Ferme de Wahenges
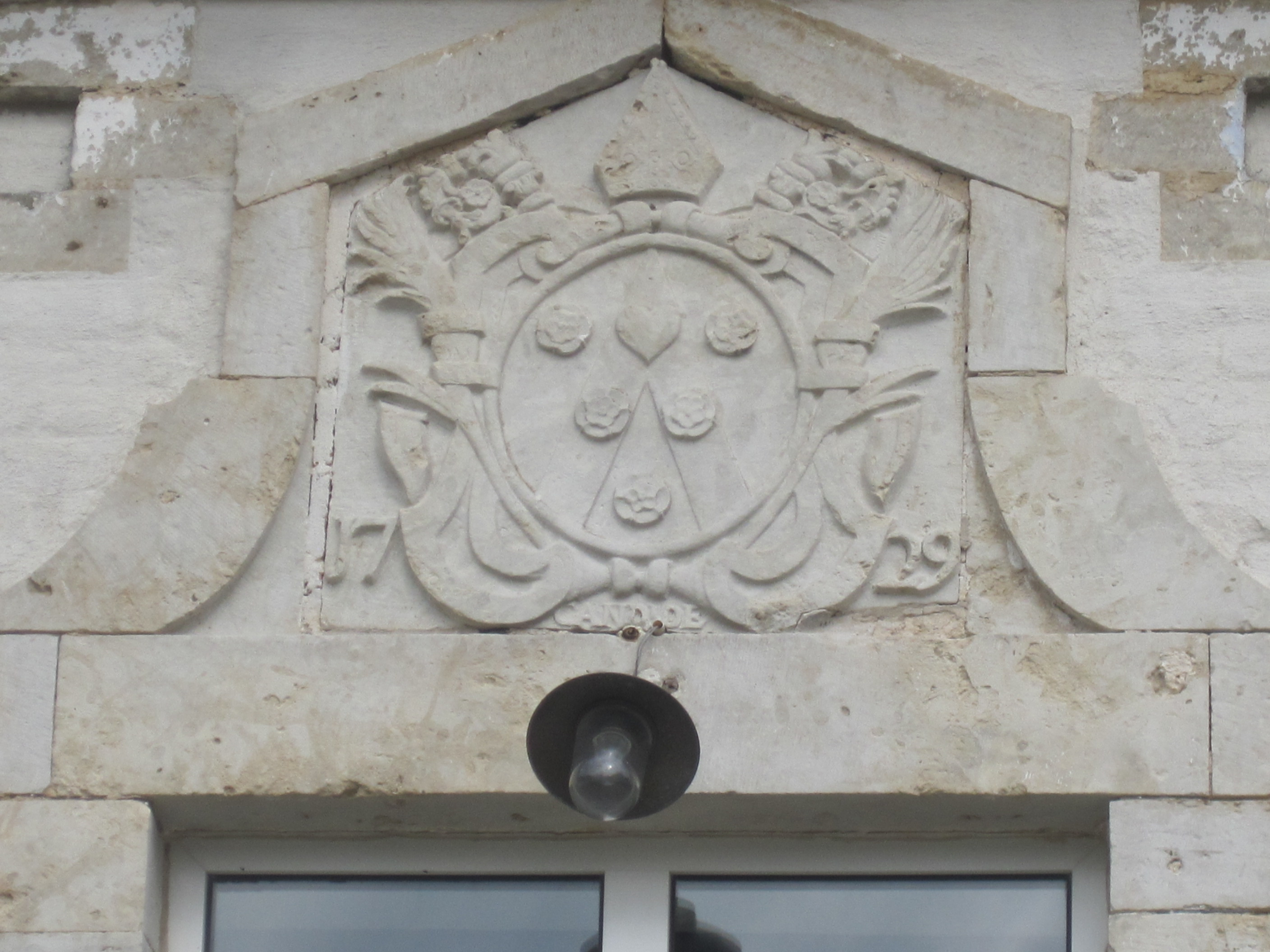
Armoiries de l'abbé F. Vanden Panhuysen 1729
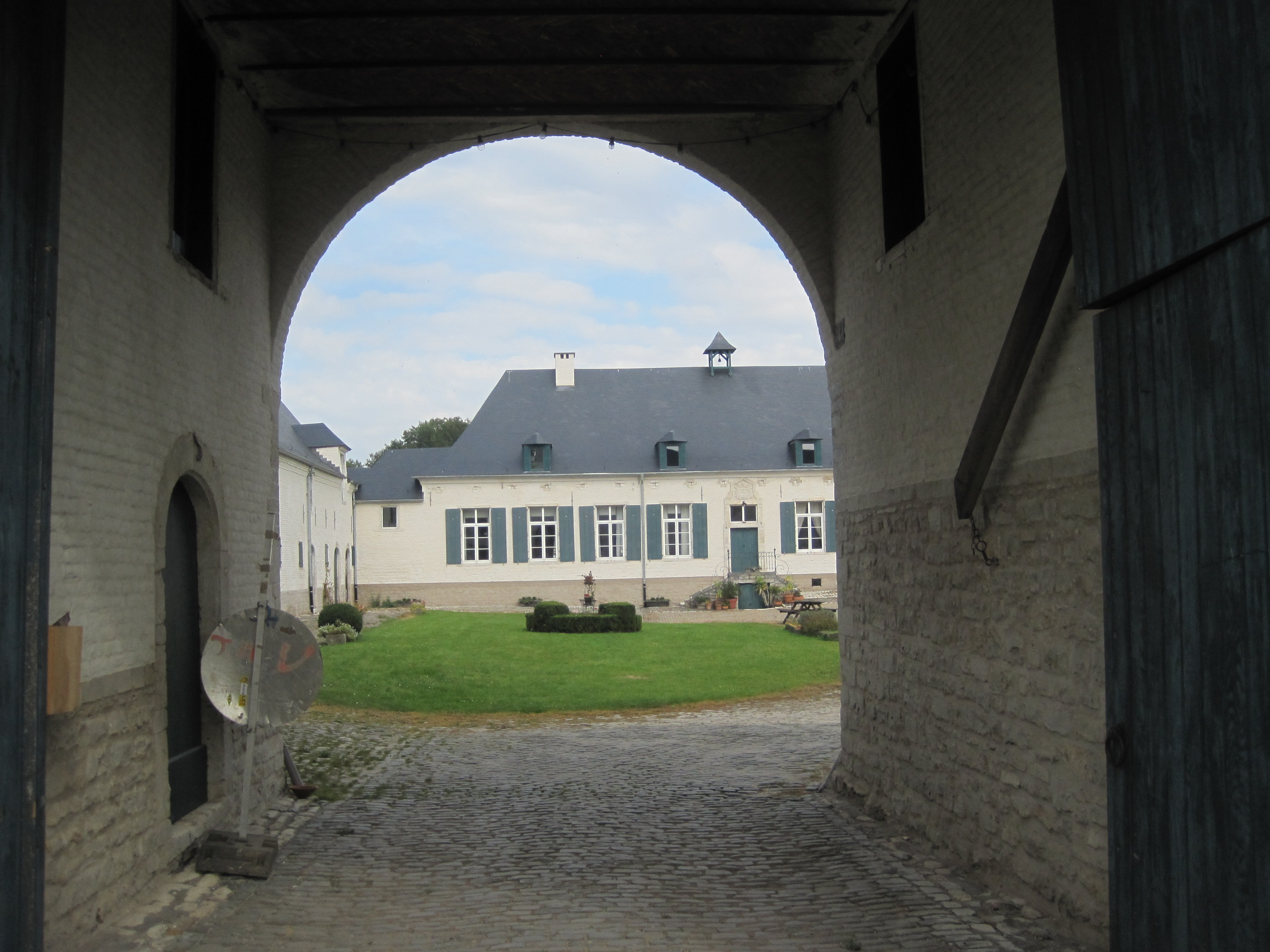
Vue du porche vers le corps de logis
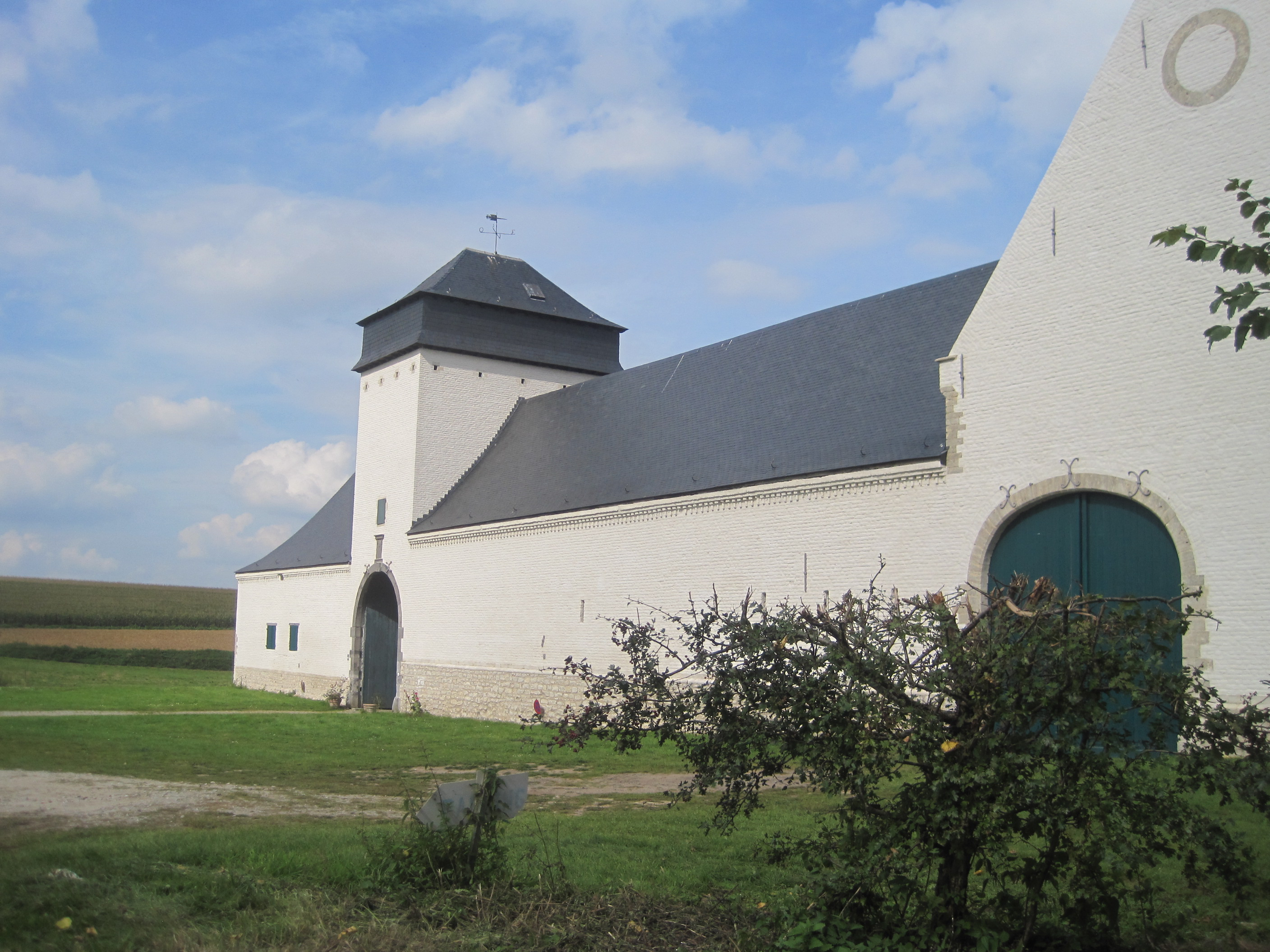
Façade de la ferme

Une remise à voiture de la fin du XVIIIe siècle avec des portes en anse de panier en pierre bleue occupe la partie sud-ouest de la cour.
Ont fait l'objet du classement comme patrimoine : les façades et toitures de tous les bâtiments de la ferme de Wahenges ainsi que les pavés de la cour, la charpente de la grange, la structure et charpente de la remise, les voûtes et la charpente du corps de logis, la chapelle et son autel, annexée au logis ainsi que le papier peint couvrant les murs de la deuxième pièce à droite de l'entrée du corps de logis. Soit encore l'ensemble formé par la ferme de Wahenges, l'étang et le ruisseau Schoor Broekbeek, les chemins pavés menant à la ferme, les alignements de peupliers, le Leckbosch contenant l'emplacement de deux tombelles et de la villa gallo-romaine, les prés et les bois. Une zone de protection comprenant des terrains agricoles et bois est établie autour du site de la ferme de Wahenges.
Au-dessus de la clé du cintre de l'entrée une dalle gravée renseigne la date de 1724 sous un blason d'E. Van der Steghen et de sa devise « Prudentia et Vigilentia ». 
La porte d'entrée du corps de logis est surmontée des armoiries de l'abbé F. Vanden Panhuysen portant la date de 1729.
Depuis 1984, l'ancien grenier à grain de la ferme accueille des expositions dans le cadre des fêtes de la Saint-Martin de Tourinnes-la-grosse.